# Alexis Olmedo Vila
Alexis Olmedo Vila   (Manresa, 2 de gener de 2006) és un futbolista català que juga com a defensa central al Futbol Club Barcelona.

## Trajectòria
Fitxat pel Club Gimnàstic de Manresa el 2013, va ser convocat per primera vegada amb el Barça B al final de la temporada 2022-23, enmig d'una crisi de lesions de defenses. Va ser substitut en el següent partit de lliga contra el CF La Nucía el 20 de maig de 2023, tot i que no va sortir al camp. El 2024, va signar la permanència al club fins al 2027, comprometent-se a una temporada més de juvenil i a continuació l'adhesió a la plantilla del Barça Atlètic.

## Carrera internacional
Com a futbolista internacional juvenil, Olmedo ha representat les seleccions espanyoles sub-16 (el 2022) i sub-17 (el 2023).

## Estadístiques de carrera

### Club
A 2 de juny de 2024
| Club           | Temporada     | Lliga             | Lliga   | Lliga | Copa    | Copa | Altres  | Altres | Total   | Total |
| Club           | Temporada     | Divisió           | Intents | Gols  | Intents | Gols | Intents | Gols   | Intents | Gols  |
| -------------- | ------------- | ----------------- | ------- | ----- | ------- | ---- | ------- | ------ | ------- | ----- |
| FC Barcelona B | 2023-24       | Primera Federació | 10      | 1     | —       | —    | 1       | 0      | 11      | 1     |
| Carrera total  | Carrera total | Carrera total     | 10      | 1     | 0       | 0    | 1       | 0      | 11      | 1     |